# Local H
Local H es una banda estadounidense de rock alternativo, el grupo es un dúo formado originalmente por Joe Daniels y por el vocalista y guitarrista Scott Lucas en Zion, Illinois durante los años 90. Los integrantes se conocieron en la secundaria en 1987 y fundaron Local H tres años después, el bajista Matt Garcia completo una encarnación temprana del grupo.
Luego de que Garcia dejara la banda, Local H hizo un contrato discográfico con Island Records en 1994, dónde irían a lanzar tres álbumes. La banda adquirió popularidad por el éxito radial "Bound for the Floor", un sencillo del álbum As Good as Dead de 1996 el cual trepo al puesto número 5 en las listas Billboard. Daniels fue remplazado por Brian St. Clair en 1999, y el grupo lanzó otros cuatro álbumes. El último show de Brian St. Clair's fue en octubre de 2013 en House of Music and Entertainment en Arlington Heights, IL. Ahora, él se centrará ahora en su compañía itinerante. El 4 de noviembre de 2013, Ryan Harding fue anunciado como el nuevo baterista.

## Miembros
Actuales miembros
- Scott Lucas – voz, guitarra, bajo, percusión (1990–presente)
- Ryan Harding - batería (2013-presente)

Antiguos miembros
- Brian St. Clair – batería (1999–2013)[3]
- Joe Daniels – batería (1990–1999)
- Matt Garcia – bajo (1990–1993)

Miembros en vivo
- Gabe Rodríguez - coros, pandereta
- Jason Batchko - batería[4]

## Discografía

### Álbumes de estudio
- Ham Fisted (1995)
- As Good as Dead (1996)
- Pack Up the Cats (1998)
- Here Comes the Zoo (2002)
- Whatever Happened to P.J. Soles? (2004)
- Twelve Angry Months (2008)
- Hallelujah! I'm a Bum (2012)
- Hey, killer (2015)

### Álbumes en vivo
- Alive '05 (2005)

### Álbumes recopilatorios
- Retrospective (2002) solo promocional
- The Island Years (2011)

### Extended plays
- Drum (1991)
- Half-Life E.P. (2001)
- The No Fun EP (2003)
- Local H's Awesome Mix Tape#1 (2010)
- The Another February EP (2013)

### Sencillos
| 1994                                                                        | "Cynic"                    | —  | —  | —  | — | Ham Fisted                       |
| 1994                                                                        | "Mayonnaise and Malaise"   | —  | —  | —  | — | Ham Fisted                       |
| 1996                                                                        | "High-Fiving MF"           | —  | —  | —  | — | As Good as Dead                  |
| 1996                                                                        | "Bound for the Floor"      | 46 | 10 | 5  | — | As Good as Dead                  |
| 1997                                                                        | "Eddie Vedder"             | —  | —  | 38 | — | As Good as Dead                  |
| 1997                                                                        | "Fritz's Corner"           | —  | 36 | —  | — | As Good as Dead                  |
| 1998                                                                        | "All the Kids Are Right"   | —  | 19 | 20 | — | Pack Up the Cats                 |
| 1998                                                                        | "All-Right (Oh, Yeah)"     | —  | —  | —  | — | Pack Up the Cats                 |
| 2001                                                                        | "Half-Life"                | —  | 40 | —  | — | Here Comes the Zoo               |
| 2002                                                                        | "Hands on the Bible"       | —  | —  | —  | — | Here Comes the Zoo               |
| 2004                                                                        | "California Songs"         | —  | —  | —  | — | Whatever Happened to P.J. Soles? |
| 2005                                                                        | "Toxic"                    | —  | —  | —  | — | Alive '05                        |
| 2008                                                                        | "24 Hour Break-Up Session" | —  | —  | —  | — | Twelve Angry Months              |
| 2009                                                                        | "Machine Shed Wrestling"   | —  | —  | —  | — | Twelve Angry Months              |
| "—" indica lanzamientos que no fueron puestos a la venta en ese territorio. |                            |    |    |    |   |                                  |

### Sencillos splits
| Año                                                                         | Sencillo                                   | Otros artistas   | Posicionamiento en listas | Posicionamiento en listas | Posicionamiento en listas |
| Año                                                                         | Sencillo                                   | Otros artistas   | US Main                   | US Mod                    |                           |
| --------------------------------------------------------------------------- | ------------------------------------------ | ---------------- | ------------------------- | ------------------------- | ------------------------- |
| 1994                                                                        | "Disgruntled Xmas"/"White Christmas"       | Sybil Vane       | —                         | —                         |                           |
| 2000                                                                        | "Birth, School, Work, Death"/"Corporation" | The Blank Theory | —                         | —                         |                           |
| "—" indica lanzamientos que no fueron puestos a la venta en ese territorio. |                                            |                  |                           |                           |                           |

### Demos
- The Scratch Demos (1991)
- Local H (1992)
- The '92 Demos (1999) relanzamiento con el demo del mismo nombre
- '99-'00 Demos (2006)

### Videos
- 68 Angry Minutes (2009)
- There Went The Zoo (2012)

### Recopilaciones y bandas sonoras
- The Great White Hype (1996) – "Feed" (solo en la película)
- Sling Blade Soundtrack (1996) – "Smothered in Hugs"  (Guided by Voices)
- Royal Flush: Live On-Air (1997) – "Bound for the Floor" (acústico)
- Gravesend Soundtrack (1997) – "Have Yourself a Merry Little Christmas" y "Tag-Along"
- 93 One: Unplugged & Burnt Out (1998) – "Bound for the Floor" (acústico)
- Q101: Live 101 Volume One (1999) – "All the Kids Are Right" (en vivo)
- Where Is My Mind: A Tribute to the Pixies (1999) – "Tame" (Pixies)
- Thick Records' Oil Compilation (2002) – "Mellowed" (versión)
- Q101: Local 101 Volume One (1998) – "Talking Smack"
- Big Nothing (2008) – "Hands on the Bible" y "Bound for the Floor" (ambos aparecen solo en la película)